# Mädchen mit Gewalt
Mädchen mit Gewalt ist ein 1969 entstandener, deutscher Spielfilm von Roger Fritz mit Klaus Löwitsch, Arthur Brauss und Helga Anders in den Hauptrollen.

## Handlung
Mike und Werner sind zwei Arbeitskollegen, die sich ständig in einer Art Konkurrenzsituation befinden und deren einziges gemeinsames Interesse schöne, junge Frauen sind. In ihrer Freizeit jagen sie im Nachtleben von München erotischen Eroberungen hinterher.
Eines Abends landen Mike und Werner auf einer Go-Kart-Bahn, wo sie mehreren Studenten begegnen. Sie geraten mit den Intellektuellen rasch aneinander, da sich besonders Werner schnell provoziert fühlt. Ein anwesendes Mädchen namens Alice geht zwischen die Streithähne und schafft es, dass sich die Gemüter allmählich wieder beruhigen.
Alle verabreden sich zu einer nächtlichen Party am Baggersee. Alice steigt zu den beiden Männern ins Auto, die anderen fahren getrennt. Angeblich nehmen die drei eine Abkürzung, erreichen dann jedoch einen See, an dem die Studenten nie ankommen. Dort vergewaltigt Werner Alice. Am nächsten Morgen kommt es zu einem gewalttätigen Streit zwischen den beiden Männern, als Mike nun ebenfalls das Mädchen vergewaltigen will.
Als Alice den beiden droht, zur Polizei zu gehen, erklärt ihr Mike, wie sie sich dann für ihr Verhalten erklären und rechtfertigen müsse, wie sie vor ihrem Vater Rechenschaft abzulegen und sowohl vor der Polizei als auch vor dem Richter detailliert den Tathergang zu schildern hätte und wie sie schließlich vor Gericht, während des Prozesses, noch einmal all diese Erlebnisse ausbreiten müsste. Daraufhin lässt sie von ihrem Plan ab und sagt sogar den später eintreffenden Polizisten, dass nichts geschehen sei. Obwohl diese ihr nicht glauben, müssen sie deshalb tatenlos wieder abziehen, und die beiden Männer kommen mit einer Ordnungsverwarnung in Höhe von fünf D-Mark davon.

## Produktionsnotizen, DVD
Mädchen mit Gewalt, auch unter dem noch rüderen und provokanteren Titel Mädchen … nur mit Gewalt bekannt, entstand zwischen dem 15. Mai und dem 26. Juni 1969 in München und Umgebung und wurde am 19. Februar 1970 in München uraufgeführt.
Regisseur und Produzent Fritz war zu diesem Zeitpunkt mit seiner weiblichen Hauptdarstellerin Helga Anders verheiratet. Dieser Film war der letzte Teil seiner so genannten „Mädchen“-Film-Trilogie Ende der 1960er Jahre, in der in allen drei Filmen stets Helga Anders die Hauptrolle spielte. Zuvor entstanden 1966 Mädchen, Mädchen und 1968 Häschen in der Grube.
Die Kostüme entwarf Barbara Grupp, die hier ihr Filmdebüt gab. Peter Genée oblag die Produktionsleitung.
Fritz traf sieben Jahre später erneut auf seine beiden Hauptdarsteller Löwitsch und Brauss, als alle drei 1976 in dem englischsprachigen Kriegsfilm Steiner – Das Eiserne Kreuz gemeinsam vor die Kamera traten.
2015 wurde der Film erneut von der FSK geprüft und eine ungekürzte, ab 16 Jahren freigegebene Blu-ray/DVD-Fassung unter dem Kinotitel Mädchen: Mit Gewalt herausgebracht.

## Kritiken
In Filme 1965-70 ist folgendes zu lesen: „Zynisch-brutales Produkt der modernen Serienproduktion von sexuellem Mißbrauch und Gewalt – Wir raten ab.“
Im Lexikon des Internationalen Films heißt es: „Zwei Münchener Rowdies um die Dreißig entführen ein unerfahrenes Mädchen zum nächtlichen Baden an einen Baggersee. Aus ihrer Gier nach Amüsement wird brutale Machtausübung über das Opfer, aber auch gegeneinander. Zynischer Reißer, mit dem Roger Fritz vollends in die Niederungen kommerzieller Spekulation gerät. Ein brisantes Thema – Gewalt gegen Frauen, der Zusammenhang von Frustration und Aggression – wird völlig instinkt- und gefühllos verspielt.“
TV Spielfilm befand, „Löwitsch […] und Brauss […] agieren in ihren Rollen instinktgetrieben wie wilde Tiere. Ihre emotionale Leere und Rohheit spiegelt sich in der existenzialistischen Landschaft aus Kies, Schrott und Industriekultur wider. Dazu heizt der treibende Soundtrack der Kölner Avantgardeband Can die Nervosität zusätzlich an. Bevor das Drama zum wilden Dreier-Kammerspiel wird, zeigt Roger Fritz aber auch, dass das animalische Duo Konkurrenz bekommt – vom neuen Typ Mann, weniger aggressiv und verkörpert [von] Rolf Zacher.“ Das Fazit lautet: „Verstörendes Kammerspiel unter freiem Himmel.“

„Roger Fritz hat es mit den Mädchen. Mit Mädchen Mädchen gab er sein Debüt als Filmemacher, jetzt nahm er ein Mädchen mit Gewalt. Inzwischen hat er dazugelernt. Er gab seinem jüngsten Leinwandwerk ein festes Handlungsgerüst, versucht, was seine Helden und seine Heldin tun, psychologisch zu motivieren und läßt sie nicht mehr wie einst unbeschwert über hoffnungsgrüne Wiesen hoppeln. Er hat gelernt, Spannung zu dosieren und mit der Musik umzugehen. (…) Trotzdem: Wohin steuert er mit der Geschichte von den beiden rüden Burschen, die in einer abgelegenen Kiesgrube einem naiven Kind (Helga Anders) Gewalt antun? Ging es ihm darum, die Gewalt als eines der Symptome unserer Zeit aufzuzeigen? Warum dann an Hand von zwei so offensichtlich angeknacksten Männern? Um der Gewalt zu begegnen, hätte sich Roger Fritz nicht so weit von der Straße begeben müssen. Die Genüßlichkeit, mit der er brutale Szenen ausspielt, läßt den Verdacht aufkommen, daß es ihm darum ging, eigene Aggressionen abzureagieren. Seine Prügelszenen würden jedem Italo-Western zur Ehre gereichen. Klaus Löwitsch und Arthur Brauss zeigen dabei beträchtliches Format. Helga Anders schusselt daneben ziemlich ratlos durch den Kies.“

„Mädchen: Mit Gewalt erzählt vom Anfang einer gesellschaftlichen Umbruchszeit. Mit einem Bein steht der Film bereits in einer neuen Ära, in der Werner und Mike damit leben müssen, dass sie mit ihrer derben Art bald nicht mehr punkten können. Mit dem anderen Bein bleibt er jedoch in einer dunklen Vergangenheit, in der man sich als vergewaltigte Frau im Minirock zweimal überlegt, ob man sich zusätzlich noch den Demütigungen der Polizei aussetzen will.“

„Sucht man zu Mädchen mit Gewalt mögliche Bezüge in der Filmgeschichte, dann findet man sie wohl vor allem im Schaffen Roland Klicks, den Fritz, so erzählt er im Audiokommentar, in den gemeinsamen Münchner Zeiten gut kannte, mit dem er sich regelmäßig traf, um über Filme zu diskutieren. Die Kiesgrube mit den verstreut herumliegenden LKW-Reifen, der alten Förderanlage, den Autowracks, dem See und den bewaldeten Abhängen rundherum wird zu einer eigenen, in sich abgeschlossenen Welt und zugleich zu einer Seelenlandschaft der Figuren, vielleicht zu dem, was Can in einem der Songs als Soul Desert besingt. In Klicks Debüt Bübchen (1968) ist es ein Schrottplatz, der als äußere Abbildung von Innerem fungiert und für die Kaputtheit eines ganzen Milieus steht, der unteren Mittelschicht in der BRD nach dem Wirtschaftswunder.“

## Auszeichnung
Klaus Löwitsch erhielt 1970 für seine darstellerische Leistung das Filmband in Gold.